# Верца
Верца — река в России, протекает по Кингисеппскому району Ленинградской области. Устье реки находится в 91 км по левому берегу реки Луги южнее деревни Поречье, исток — в Верецком озере. Длина реки составляет 13 км.

## Данные водного реестра
По данным государственного водного реестра России относится к Балтийскому бассейновому округу, водохозяйственный участок реки — Луга от в/п Толмачево до устья.
Код объекта в государственном водном реестре — 01030000612102000026534.